# كليف شيرلي
كليف شيرلي (22 مارس 1917 في نيوزيلندا - 25 ديسمبر 2001) (بالإنجليزية: Cliff Shirley)‏ هو لاعب كريكت نيوزلندي.

## وصلات خارجية
- كليف شيرلي على موقع إي آس بي آن كريك إنفو (الإنجليزية)